# Mircea Sfetescu
Mircea Sfetescu (1 de julho de 1905 — data de morte desconhecida) foi um jogador de rugby union romeno, medalhista olímpico.

## Carreira
Irmão mais velho do também medalhista olímpico de rugby Eugen Sfetescu, atuando na posição de centro e integrou a equipe da Seleção da Romênia que conquistou a medalha de bronze nos Jogos Olímpicos de Verão de 1924 em Paris. Ele jogou as duas partidas da competição, nas quais os romenos foram derrotados pela França por 61–3 no Stade de Colombes em 4 de maio, e duas semanas depois pelos Estados Unidos por 37–0.